# 7958 Leakey
7958 Leakey eller 1994 LE3 är en asteroid i huvudbältet som upptäcktes den 5 juni 1994 av det amerikanska astronom paret Eugene M. och Carolyn S. Shoemaker vid Palomar-observatoriet. Den är uppkallad efter Mary, Louis och Richard Leakey.
Asteroiden har en diameter på ungefär 3 kilometer och den tillhör asteroidgruppen Hungaria.